# Cliftonville Football Club
Il Cliftonville Football & Athletic Club, meglio noto come Cliftonville è una società calcistica nordirlandese con sede a Cliftonville, nella città di Belfast. Fondata nel 1879, è il club calcistico, ancora in attività, più antico del paese, e per questo è parte del Club of Pioneers, associazione che accoglie i club più longevi per ogni federazione. La fondazione è legata fortemente ad un giovane imprenditore di Belfast, tale John McAlery. La squadra raccoglie le simpatie del quartiere cattolico di Belfast.
Disputa i match interni nello stadio Solitude, che contiene 3.700 spettatori. Nella sua storia ha conquistato 5 campionati nazionali, 8 Irish Cup e 4 Coppe di lega nordirlandesi.

## Palmarès

### Competizioni nazionali
- Campionato nordirlandese: 5

1905-1906 (condiviso con Lisburn Distillery), 1909-1910, 1997-1998, 2012-2013, 2013-2014
- Irish Cup: 9

1882-1883, 1887-1888, 1896-1897, 1899-1900, 1900-1901, 1906-1907, 1908-1909, 1978-1979, 2023-2024
- Irish Football League Cup: 7

2003-2004, 2012-2013, 2013-2014, 2014-2015, 2015-2016, 2021-2022, 2024-2025
- IFA Charity Shield: 2

1998, 2014
- Gold Cup: 3

1922-1923, 1932-1933, 1980-1981
- Floodlit Cup: 1

1995-1996
- Alhambra Cup: 1

1922

### Competizioni regionali
- County Antrim Shield: 8

1891-1992, 1893-1994, 1897-1998, 1925-1926, 1978-1979, 1996-1997, 2006-2007, 2008-2009
- Belfast Charity Cup: 10

1884, 1886, 1887, 1888, 1889, 1897, 1906, 1908, 1909, 1924

### Altri piazzamenti
- Campionato nordirlandese:

Secondo posto: 1892-1893, 1895-1896, 1896-1897, 1897-1898, 1907-1908, 2009-2010, 2021-2022
Terzo posto: 1893-1894, 1898-1899, 1954-1955, 1983-1984, 2006-2007, 2007-2008, 2011-2012
- Irish Cup:

Finalista: 1881-1882, 1882-1883, 1886-1887, 1889-1890, 1892-1893, 1909-1910, 1926-1927, 1933-1934, 1996-1997, 1998-1999, 2012-2013, 2017-2018, 2024-2025
Semifinalista: 2021-2022
- Irish Football League Cup:

Finalista: 1994-1995, 2006-2007
Semifinalista: 1991-1992, 1998-1999, 2004-2005, 2011-2012, 2017-2018, 2022-2023
- IFA Charity Shield:

Finalista: 2024
- Setanta Sports Cup:

Semifinalista: 2011

## Tifoseria
Il Cliftonville è la squadra cattolica di Belfast, i suoi tifosi hanno infatti una grande rivalità nei confronti delle due squadre sostenute dalla comunità protestante, il Linfield ed il Glentoran. Il gruppo più caldo del tifo è denominato le "red army". Nel 1970 ci fu violenza tra  i tifosi del Cliftoville e tifosi del Glentoran.

## Cliftonville nelle Coppe europee

### UEFA Champions League
| Stagione  | Competizione          | Turno          | Paese                 | Squadra   | Andata | Ritorno | Totale |
| --------- | --------------------- | -------------- | --------------------- | --------- | ------ | ------- | ------ |
| 1998-1999 | UEFA Champions League | 1° preliminare | Slovacchia (bandiera) | FC Košice | 1-5    | 0-8     | 1-13   |
| 2013-2014 | UEFA Champions League | 2° preliminare | Scozia (bandiera)     | Celtic    | 0-3    | 0-2     | 0-5    |

### Coppa delle Coppe
| Stagione  | Competizione      | Turno    | Paese              | Squadra              | Andata | Ritorno | Totale |
| --------- | ----------------- | -------- | ------------------ | -------------------- | ------ | ------- | ------ |
| 1979-1980 | Coppa delle Coppe | 1º turno | Francia (bandiera) | FC Nantes Atlantique | 0-1    | 0-7     | 0-8    |

### Coppa UEFA/UEFA Europa League
| Stagione  | Competizione       | Turno          | Paese                | Squadra        | Andata | Ritorno | Totale |
| --------- | ------------------ | -------------- | -------------------- | -------------- | ------ | ------- | ------ |
| 2008-2009 | Coppa UEFA         | 1º preliminare | Danimarca (bandiera) | FC København   | 0-4    | 0-7     | 0-11   |
| 2011-2012 | UEFA Europa League | 1º preliminare | Galles (bandiera)    | The New Saints | 1-1    | 0-1     | 1-2    |

### Coppa Intertoto
| Stagione | Competizione    | Turno       | Paese                | Squadra             | Andata | Ritorno   | Totale |
| -------- | --------------- | ----------- | -------------------- | ------------------- | ------ | --------- | ------ |
| 1996     | Coppa Intertoto | 1ª giornata | Belgio (bandiera)    | Standard Liegi      | 0-3    |           |        |
|          |                 | 2ª giornata | Israele (bandiera)   | Hapoel Haifa        | 1-1    |           |        |
|          |                 | 3ª giornata | Germania (bandiera)  | VfB Stuttgart       | 1-4    |           |        |
|          |                 | 4ª giornata | Danimarca (bandiera) | Aalborg             | 0-4    |           |        |
| 2001     | Coppa Intertoto | 1º turno    | Moldavia (bandiera)  | Tiligul Tiraspol    | 0-1    | 1-3 (dts) | 1-4    |
| 2007     | Coppa Intertoto | 1º turno    | Lettonia (bandiera)  | Dinaburg Daugavpils | 1-1    | 1-0       | 2-1    |
|          |                 | 2º turno    | Belgio (bandiera)    | KAA Gent            | 0-2    | 0-4       | 0-6    |

## Organico

### Rosa 2013-2014
| N. |                             | Ruolo | Calciatore      |
| -- | --------------------------- | ----- | --------------- |
| 1  | Irlanda del Nord (bandiera) | P     | Ryan Brown      |
| 2  | Irlanda del Nord (bandiera) | D     | Jaimie McGovern |
| 3  | Irlanda del Nord (bandiera) | D     | Ronan Scannell  |
| 4  | Irlanda (bandiera)          | C     | Barry Johnston  |
| 5  | Irlanda del Nord (bandiera) | C     | Johnny Flynn    |
| 7  | Irlanda (bandiera)          | C     | Chris Curran    |
| 8  | Irlanda del Nord (bandiera) | C     | George McMullan |
| 9  | Irlanda (bandiera)          | A     | David McDaid    |
| 10 | Irlanda del Nord (bandiera) | A     | Stephen Garrett |
| 11 | Irlanda del Nord (bandiera) | C     | Martin Donnelly |
| 12 | Irlanda del Nord (bandiera) | P     | Conor Devlin    |

| N. |                             | Ruolo | Calciatore        |
| -- | --------------------------- | ----- | ----------------- |
| 14 | Irlanda del Nord (bandiera) | C     | James Knowles     |
| 15 | Irlanda del Nord (bandiera) | D     | Eamonn Seydak     |
| 16 | Scozia (bandiera)           | D     | Marc Smyth        |
| 17 | Irlanda del Nord (bandiera) | C     | Ryan Catney       |
| 18 | Irlanda del Nord (bandiera) | D     | Jude Winchester   |
| 19 | Irlanda del Nord (bandiera) | A     | Joe Gormley       |
| 20 | Irlanda (bandiera)          | C     | Martin Murray     |
| 22 | Irlanda del Nord (bandiera) | C     | Conall McGrandles |
| 23 | Irlanda del Nord (bandiera) | C     | Tomás Cosgrove    |
| 25 | Irlanda del Nord (bandiera) | D     | Johnny McMurray   |
| 88 | Irlanda (bandiera)          | A     | Tiarnan Mulvenna  |